# Laniarius fuelleborni
Bubu-de-fülleborn ou picanço-preto-da-tanzânia (Laniarius fuelleborni) é uma espécie de ave da família Corvidae.
Pode ser encontrada nos seguintes países: Malawi, Tanzânia e Zâmbia.